# Richard Herzog (Politiker)

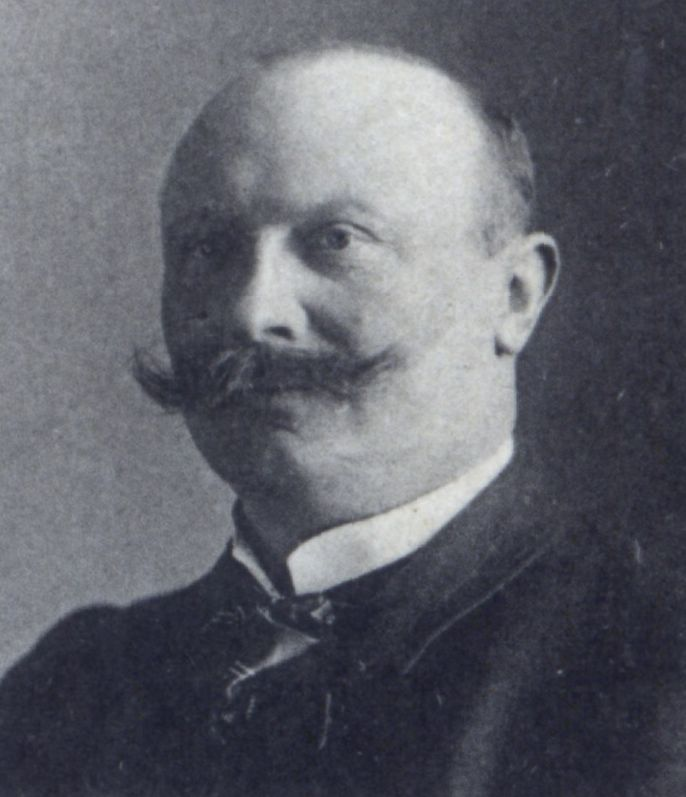
Richard Herzog als Reichstagsabgeordneter 1912

Richard Herzog (* 5. August 1867 in Obernkirchen; † 14. April 1950 ebenda) war Bürgermeister und Mitglied des Deutschen Reichstages.

## Leben
Richard Herzog besuchte das Gymnasium Adolfinum Bückeburg und studierte Rechtswissenschaften in Erlangen und Bonn. Er war Mitglied der Studentenverbindung Turnerschaft Germania Bonn. Er absolvierte eine Ausbildung in der kommunalen Verwaltung. In Obernkirchen war er seit 1898 Beigeordneter und seit 1900 Bürgermeister. Seit 1899 war er auch Mitglied des Kreistages der Grafschaft Schaumburg. 1931 wurde er als Bürgermeister pensioniert. Im September 1933 wählte der Stadtrat, der nur noch aus Vertretern der von den Nationalsozialisten bestimmten „Nationalen Liste“ bestand, Herzog erneut zum Bürgermeister von Obernkirchen. Er blieb bis 1939 im Amt.
Von 1906 bis 1918 war Herzog Mitglied des Deutschen Reichstags für den Reichstagswahlkreis Regierungsbezirk Kassel 1 (Rinteln, Hofgeismar, Wolfhagen) und die antisemitische Deutschsoziale Partei.